# フィヒテルベルク (オーバーフランケン)
フィヒテルベルク (ドイツ語: Fichtelberg) は、ドイツ連邦共和国バイエルン州オーバーフランケン行政管区バイロイト郡に属する基礎自治体（以下、本項では便宜上「町」と記述する）で、州内で著名な保養地である。

## 地理
フィヒテルベルクは、フィヒテル山地の中央山塊オクゼンコプフ山の南東麓に位置し、フィヒテル山地自然公園内で最も高いところにある町である。フィヒテルベルクはヨーロッパの主要分水界に位置する。ノイバウ地区の山上に湧出した白マイン川（マイン川源流の一つ）は、西に向かってライン川に注ぐのに対して、フィヒテルナープ川は、南へ向かいドナウ川にその河口を広げている。フィヒテルベルクは1857年からオーバーフランケン行政管区に属している。

### 自治体の構成
この町は、公式には3つの集落からなる。
- フィヒテルベルク
- ヒュットシュタットル
- ノイバウ

## 歴史
「フィヒテルベルク」という名前の由来（これは「フィヒテル山地」も同じなのだが）は、この辺りに濃密なドイツトウヒ(Fichte）の密生地区があったことに由来すると推測されている。花粉による研究から、この付近の地名が命名された時代、バイエルン北部には、ブナ - モミ - トウヒの混淆林が広がっていたことがわかっている。鉱石の採掘と製錬の結果、広葉樹は切り倒され、成長の早いトウヒが工業燃料・原料として植林された。まず、1317年に “Vythenberg”という名が文献に現れるが、これは聖ファイト坑のある山、すなわち現在のオクゼンコプフの山の名前である。ここから後に“Vichtel”あるいは“Fichtel”と変形してゆくが、これらの名称は現在でも土地の言葉で使われることがある。そして、これがいつの間にかフィヒテル山地全域を指す言葉として拡大解釈されていった。文献上、Viechtlpergという集落に初めて言及しているのは1508年のことである。
フィヒテルベルクの村の歴史は、1602年に共同鉱業者組合「フィヒテルベルク、グライシンガーフェルスの神が下された金属鉱山」ができ、本格的な鉱山採掘活動が行われた頃から始まる。1600年頃には、現在のノイバウ地区やフィヒテルベルク地区がある、フィヒテルナープ川の渓谷再上流部とその周辺の道もないような原生林があっただけだった。急勾配の斜面と見る見る高くなっていく高地は17世紀の初めまで中央山塊の中に入植者が入ることを妨げていた。1478年にはすでにこの地で鉄鉱石の採掘が始まっていたのだが、わずかな戸数があるだけの入植地域は南からゆっくりと、その領域を広げていったのである。
1602年に、ヨハン・グラザーは、グライジンガーフェルス（現在のヒュッテン地区とノイバウ地区の中間点）付近の6人の有力な資本家からなる鉄鉱脈の探索のための「共同鉱業者組合」を設立した。当時としては最新式の効率的な製錬用溶鉱炉を備え、利益をもたらした。溶鉱炉、鍛冶屋、鋳物の作業には大量に必要とされる木材は周囲に広がる森に十分に存在していた。また、作業の動輪とも言うべき水はまずは十分に、後には足らなくなるのだが、マイン川やシュタイナハ川の上流地域から容易に、水路を巡らせて迂回させることで調達できた。製鉄産業が急速に発展したのである。選帝侯の鋳物工場もこの興隆に参画した。最初は地表近くに達した鉱脈を露天掘りしていた。しかしやがて掘った穴に大量の水がたまるようになり、効率の良いポンプが使えなかったことから、坑道を開発しなければならなくなった。
グライシンガーフェルスの鉱山を人々は「フィヒテルベルクに神が下された賜物」と呼んだ。最初に家が建てられると急速に成長し、フィヒテルベルク周辺で産出する銀鉄を製錬する溶鉱炉を4つ持つ、鉱夫たちの町ができあがった。フィヒテルベルクは、バイエルン選帝侯のアムベルクの会計局、ヴァルデックの地方裁判所管区に属した。鉱山監督局は、選帝侯のホーフマルクを有する裕福な役職であった。1857年からは、拡大してきたバイロイト地方裁判所管区に編入され、オーバーフランケン行政管区に属することとなった。
採掘とその製錬は、フィヒテルベルクの経済機能そのものであったが、工業化の開始後、鉱山の産出量はしだいに衰退していった。1859年3月26日に操業は停止し、1826年には鉱山監督局も閉鎖された。これ以後、経済的に下降してゆき、緑岩や花崗岩あるいは木材産業だけでバランスをとることはできなかった。多くの住人たちがこの地を去っていった。
第二次世界大戦後になると、ガプロンツ（現在のチェコ領、ボヘミア地方のJablonec nad Nisou）からガラス職人が多く移り住んできて、ガラスやボタン生産が盛んになり、フィヒテルベルクに二度目の隆盛期をもたらした。しばらくすると、工業はその重要性を喪失し、オクゼンコプフの南西麓という魅力ある地理を生かして主に観光業やウィンタースポーツの町として変貌していった。
「グライシンガー」坑道はバイエルン北部で最も古い鉱山であり、銀鉄鉱山としては観光客が訪れることのできる世界唯一の鉱山である。

## 観光
- ホテル、旅館、ペンション、民宿など合計1,100人の宿泊客に対応している。
- バイエルン北部で最も施設の充実したキャンプ場がある。

## 行政

### 議会
フィヒテルベルクの町議会は、14議席からなる。

## 文化と見所
- 鉱山監督局教会（カトリックの教区教会）。1708年から1711年の建造。1730年の本祭壇と木彫をもつ。
- 1680年建造のバロック様式の聖母柱

### レクリエーション
- 自然保護区にもなっているフィヒテル湖の近郊保養センター
- 健康センターにある屋外プール
- 長距離遊歩道
- アイスストックシーセン（カーリングに似たゲーム）
- スケート場
- ミニゴルフ場
- マウンテンバイク
- ボウリング
- スキーリフト
- クロスカントリースキー

### スポーツ
- Bleam'l Alm スキーセンター

### 博物館
- AMF自動車博物館
- Mühlgüt'l 郷土博物館
- 観光坑道 グライシンガー・フェルス

## 経済と社会資本

### 交通
- フィヒテルベルクは連邦道路B303の南3kmに位置している。
- アウトバーンA9 ベルリン – ニュルンベルク線からも遠くはない。この道路にはバート・ベルネックまたはベルリン方面へはゲフレースのインターチェンジを利用する。

## 引用
1. ↑  https://www.statistikdaten.bayern.de/genesis/online?operation=result&code=12411-003r&leerzeilen=false&language=de Genesis-Online-Datenbank des Bayerischen Landesamtes für Statistik Tabelle 12411-003r Fortschreibung des Bevölkerungsstandes: Gemeinden, Stichtag (Einwohnerzahlen auf Grundlage des Zensus 2011)
2. ↑  Bayerische Landesbibliothek Online